# Hjertefejlen
Hjertefejlen er en dansk stumfilm fra 1915, der er instrueret af Lau Lauritzen Sr. efter manuskript af Hans Nielsen.

## Handling
Denne artikel mangler et handlingsreferat. Hjælp os med at skrive det.

## Medvirkende
- Christian Schrøder - Rentier Holm
- Gerda Christophersen - Fru Holm
- Nina Sommerfelt - Eva, Holms datter
- Oscar Stribolt - Doktor Rahr, Evas gudfader
- Hugo Bruun - Jens Bülow